# Telfen

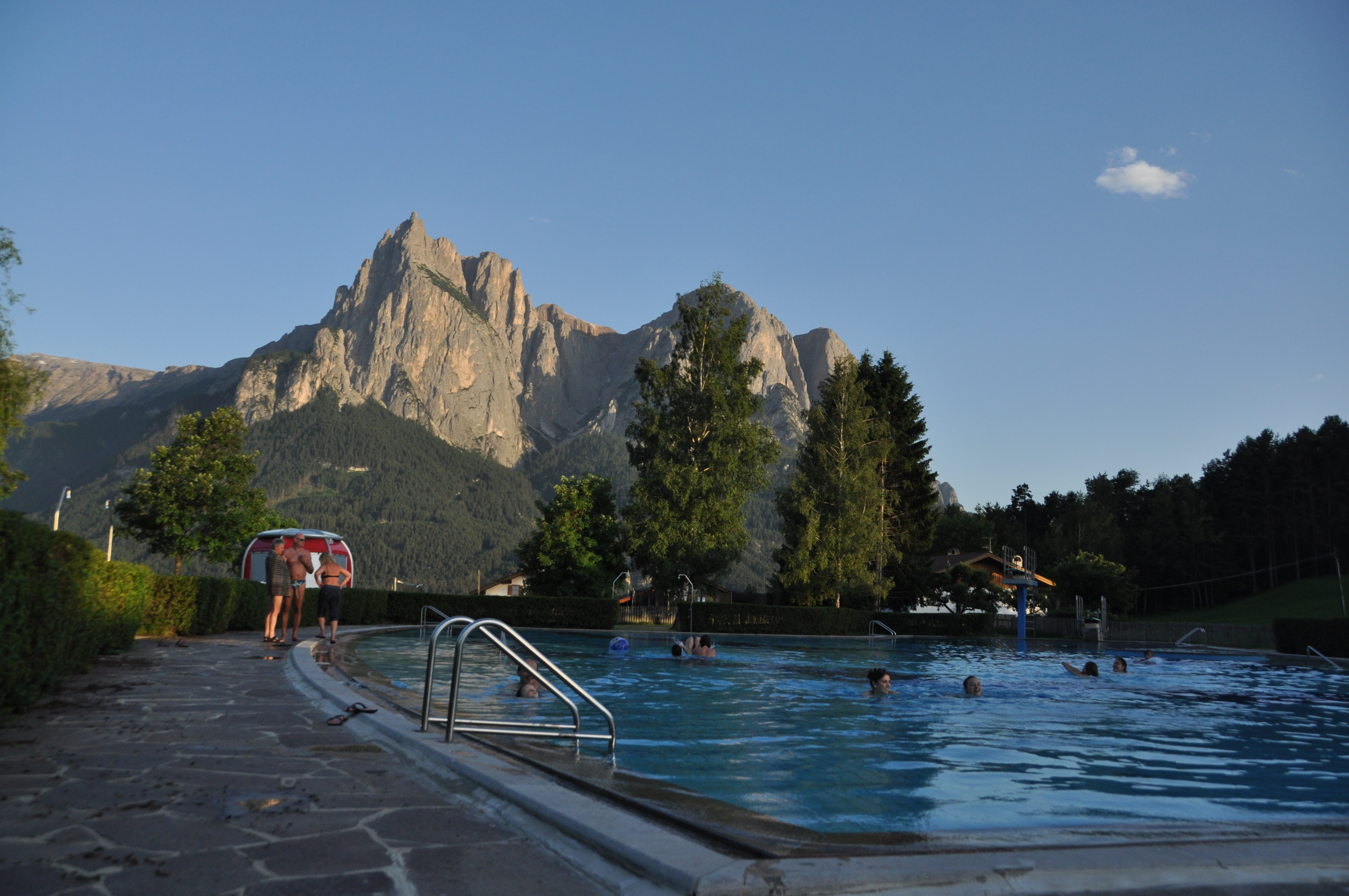
Die Berge der Seiser Alm vom Telfner Schwimmbad gesehen

Telfen (auch Telfen-Lanzin genannt) ist ein Ortsteil mit rund 130 Einwohnern (2011) der italienischen Marktgemeinde Kastelruth im Schlerngebiet in Südtirol.

## Geographie
Telfen befindet sich zwischen dem Kernort Kastelruth und dem Dorf Seis am Schlern auf einer Höhe von etwa 1100 m s.l.m. Die Straße zwischen diesen Dörfern überquert ihren höchsten Punkt am Telfensattel im Südosten von Telfen.
Der östliche Teil von Telfen besteht vorwiegend aus Wohngebäuden und touristischen Unterkünften. Westlich schließt sich ein Gewerbegebiet an, in dem neben verschiedenen Unternehmen auch der Gemeindebauhof, Straßenstützpunkt, Wertstoffhof und Schlachthof angesiedelt sind. Außerdem gibt es in der Ortschaft zahlreiche Sportanlagen, zum Beispiel das Schwimmbad Telfen, ein öffentliches solarbeheiztes Freibad, sowie eine Tennis- und Boulderhalle. 
Am Ortsrand und in der direkten Umgebung liegen zahlreiche Gehöfte, etwa im Nordwesten die Lanzinhöfe, umgeben von Wiesen.

## Geschichte
Der Ortsname ist 1289 als Telve ersturkundlich genannt und lässt sich zu den in Tirol häufigen, antiken Namen mit Telv-/Telf- stellen. Auf den Anhöhen von Gschlier und Laranz sind eisenzeitliche Funde von Wallburgen gemacht worden. 